# Route nationale 729
Die Route nationale 729, kurz N 729 oder RN 729, war eine französische Nationalstraße, die von 1933 bis 1973 zwischen Montmorillon und Saint-Germain-de-Confolens verlief. Ihre Länge betrug 48 Kilometer.